# Henri Salvayre
Pour les articles homonymes, voir Salvayre.
 (novembre 2022).
 (novembre 2022).
La mise en forme du texte ne suit pas les recommandations de Wikipédia : il faut le « wikifier ».
Les points d'amélioration suivants sont les cas les plus fréquents. Le détail des points à revoir est peut-être précisé sur la page de discussion.
- Les titres sont pré-formatés par le logiciel. Ils ne sont ni en capitales, ni en gras.
- Le texte ne doit pas être écrit en capitales (les noms de famille non plus), ni en gras, ni en italique, ni en « petit »…
- Le gras n'est utilisé que pour surligner le titre de l'article dans l'introduction, une seule fois.
- L'italique est rarement utilisé : mots en langue étrangère, titres d'œuvres, noms de bateaux, etc.
- Les citations ne sont pas en italique mais en corps de texte normal. Elles sont entourées par des guillemets français : « et ».
- Les listes à puces sont à éviter, des paragraphes rédigés étant largement préférés. Les tableaux sont à réserver à la présentation de données structurées (résultats, etc.).
- Les appels de note de bas de page (petits chiffres en exposant, introduits par l'outil «  Source ») sont à placer entre la fin de phrase et le point final[comme ça].
- Les liens internes (vers d'autres articles de Wikipédia) sont à choisir avec parcimonie. Créez des liens vers des articles approfondissant le sujet. Les termes génériques sans rapport avec le sujet sont à éviter, ainsi que les répétitions de liens vers un même terme.
- Les liens externes sont à placer uniquement dans une section « Liens externes », à la fin de l'article. Ces liens sont à choisir avec parcimonie suivant les règles définies. Si un lien sert de source à l'article, son insertion dans le texte est à faire par les notes de bas de page.
- La présentation des références doit suivre les conventions bibliographiques. Il est recommandé d'utiliser les modèles {{Ouvrage}}, {{Chapitre}}, {{Article}}, {{Lien web}} et/ou {{Bibliographie}}. Le mode d'édition visuel peut mettre en forme automatiquement les références.
- Insérer une infobox (cadre d'informations à droite) n'est pas obligatoire pour parachever la mise en page.

Pour une aide détaillée, merci de consulter Aide:Wikification.
Si vous pensez que ces points ont été résolus, vous pouvez retirer ce bandeau et améliorer la mise en forme d'un autre article.
Henri Salvayre, né le 28 octobre 1931 à Djebel Trazza (Tunisie) et mort le 7 septembre 2022 à Millas dans les Pyrénées-Orientales, est professeur agrégé et docteur d’État en hydrogéologie, lauréat du prix Henri Milon de la Société Hydrotechnique de France en 1970.

## Biographie
Spéléologue et membre fondateur de la Fédération Française de Spéléologie en 1963, il explore les sources et rivières souterraines des Grands Causses (Causse du Larzac, Causse Noir) des Pyrénées orientales, des Alpes ou du Burkina Faso, militant pour leur meilleure connaissance et leur préservation,.
Ancien enseignant à l'Université Paul-Valéry de Montpellier, à l'université de Perpignan et de Bordeaux, il est un spécialiste des ressources en eau (Sud-ouest et Sud-Est de la France, Sahara), professeur d'écologie et auteur de nombreux livres, dont le dernier, paru en septembre 2022, La Sorgues du Larzac aux Éditions Toute Latitude revient sur son enfance sur les bords de la rivière qui a vu naître sa vocation.
Avec les équipes qu'il a formées, il est à l'origine des adductions d'eau des gorges du Tarn (Aveyron, Lozère), de la Cavalerie (Aveyron), d'Opoul-Périllos, de Villefranche-de-Conflent ou encore des Angles (Pyrénées-Orientales). Un de ses derniers combats a été pour l'exploration, la préservation et l'exploitation raisonnée du réservoir des Corbières susceptible d'alimenter en eau douce le Languedoc et la plaine du Roussillon, entre Montpellier, le Narbonnais et le Minervois,,,.

## Publications
- Le livre des eaux souterraines des Pyrénées catalanes,
- Si l’Agly m’était contée,
- La spéléologie catalane,
- Granitopolis,
- Le Montou,
- Exploitation par forage des masses d’eau,
- Mémoire d’un enseignant malgré lui,
- Au-delà des siphons... Histoire de la plongée souterraine en France,
- Journal d'un éco-hydrologiste de campagne (1970-2018), Balzac éditeur, 2018
- La Sorgues du Larzac; mémoire des hommes - mémoire des eaux, Éditions Toute Latitude, Terres d’excellence, 2022[10]
- Les chauves-souris, collection " Faune et Flore ", Balland, 1980[11]